# Lista de membros da Royal Society eleitos em 1994
Esta é uma lista de Membros da Royal Society eleitos em 1994.

## Fellows of the Royal Society (FRS)
1. Derek Charles Robinson (1941-2002)[3]
2. Dennis Greenland (1930-2012)
3. Guy Dodson (1937-2012)[4]
4. Anthony Pawson (m. 2013)[5]
5. David Aldous[6]
6. Raymond Baker[7]
7. Nicholas Hamilton Barton[8]
8. Timothy Bliss[9]
9. Richard Borcherds[10]
10. Geoffrey Boxshall[11]
11. Jeremy Brockes[12]
12. Anthony Butterworth[13]
13. Henry Marshall Charlton[14]
14. Anthony Cheetham[15]
15. Nicholas Barry Davies[16]
16. Julian Davies[17]
17. George Efstathiou[18]
18. John Edwin Field[19]
19. Graham Fleming[20]
20. Michael John Caldwell Gordon[21]
21. Kurt Lambeck[22]
22. Brian Launder[23]
23. Andrew Gino Sita Lumsden[24]
24. David MacLennan[25]
25. Tak Wah Mak[26]
26. Peter McCullagh[27]
27. Dusa McDuff[28]
28. Robert Michael Moor[29]
29. Sir Peter John Morris[30]
30. John Forster Nixon[31]
31. Andrew Clennel Palmer[32]
32. David Pettifor[33]
33. Brian Kidd Ridley[34]
34. David Sherrington[35]
35. Sir Fraser Stoddart[36]
36. John Tooze[37]
37. Richard Henry Treisman[38]
38. Scott Tremaine[39]
39. Robert Stephen White[40]
40. James Gordon Williams[41]

## Foreign Members of the Royal Society (ForMemRS)
1. Frank Albert Cotton (1930-2007)[42]
2. Friedrich Hirzebruch (m. 2012)[43]
3. Isaak Markovich Khalatnikov[44]
4. Hugh McDevitt[45]
5. Erwin Neher[46]
6. Bert Sakmann[47]